# بانک مونترآل

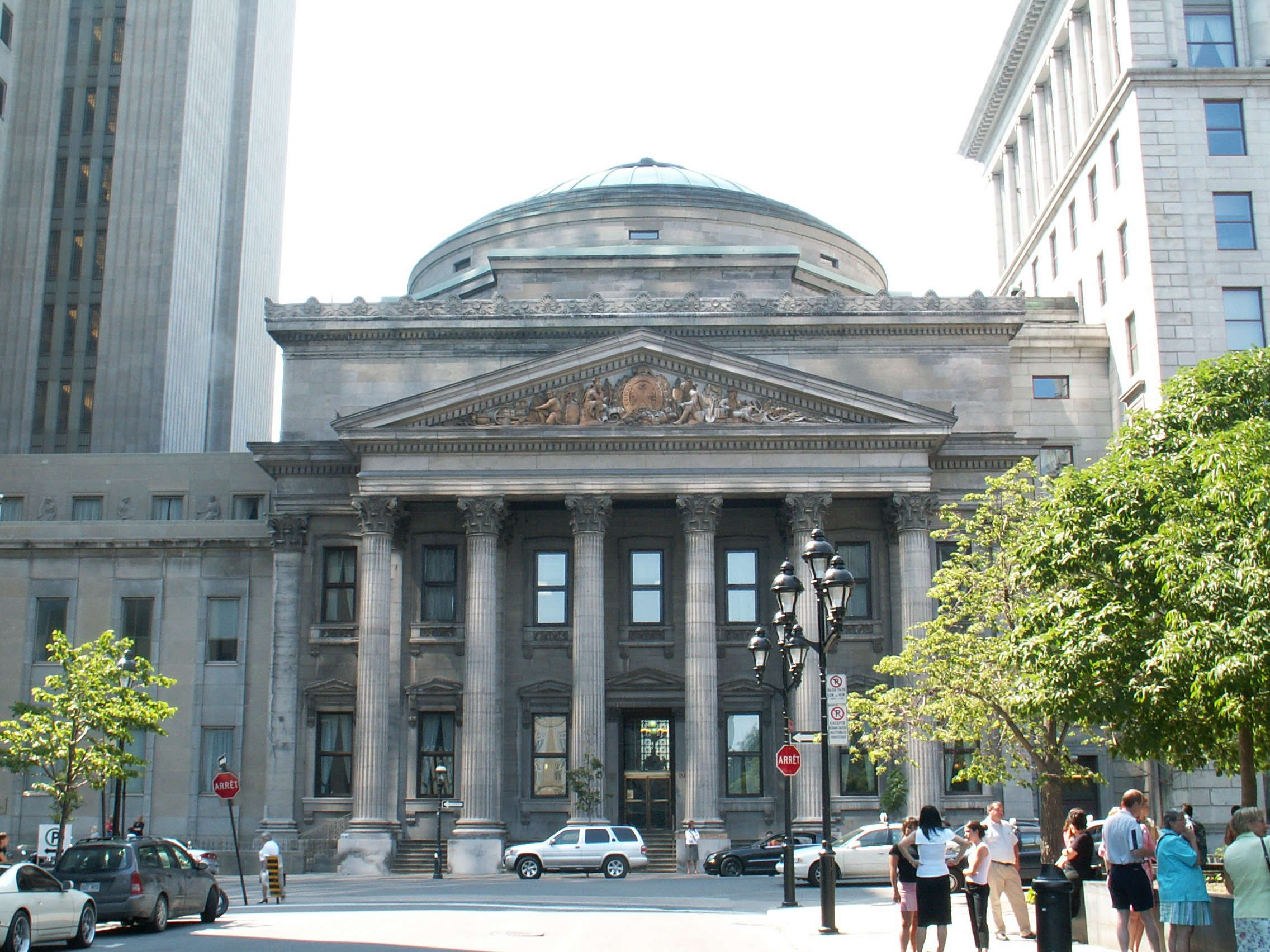
دفتر مرکزی بانک مونترآل

بانک مونترآل (فرانسوی: Banque de Montréal‎) (به انگلیسی: Bank of Montreal) شرکت خدمات مالی و بانکداری کانادایی است، که با در اختیار داشتن شبکه‌ای از ۹۰۰ شعبه، دارای بیش از ۷ میلیون مشتری می‌باشد و به‌عنوان یکی از ۵ بانک بزرگ کانادا شناخته می‌شود.
بانک مونترآل در سال ۱۸۱۷ توسط جان ریچاردسون و با مشارکت ۸ بازرگان کانادایی، در یک خانه اجاره‌ای مستقر در مونترآل تأسیس شد و در تاریخ ۳ نوامبر ۱۸۱۷ به‌عنوان نخستین بانک کشور کانادا فعالیت خود را آغاز کرد و در حال حاضر به‌عنوان قدیمی‌ترین بانک کانادا محسوب می‌شود.
شعبه مرکزی این بانک در شهر مونترآل، استان کبک قرار دارد و شعبه بین‌المللی آن نیز در شهر شیکاگو، ایالات متحده آمریکا مستقر می‌باشد. بخشی از سهام بانک مونترآل در بازارهای بورس تورنتو و بورس نیویورک معامله می‌شود. بانک مونترال در سال ۲۰۱۲ در فهرست فوربز جهانی ۲۰۰۰ در رتبه ۱۵۰ از بزرگترین شرکت‌های جهان قرار داشت.